# Premi Emmy 1982
La cerimonia della 34ª edizione dei Primetime Emmy Awards (34th Primetime Emmy Awards) si è tenuta  al Pasadena Civic Auditorium di Pasadena (California) il 19 settembre 1982.
La cerimonia fu presentata da John Forsythe e Marlo Thomas.

## Primetime Emmy Awards
Per le candidature, furono presi in considerazione i programmi trasmessi tra il 1º luglio 1981 e il 30 giugno 1982.

### Migliore serie televisiva drammatica
- Hill Street giorno e notte (Hill Street Blues)
- Dynasty
- Lou Grant
- Magnum, P.I.
- Saranno famosi (Fame)

### Migliore serie televisiva comica o commedia
- Barney Miller
- Con affetto, Sidney (Love, Sidney)
- M*A*S*H
- Taxi
- WKRP in Cincinnati

### Miglior miniserie
- Marco Polo
- Una città come Alice (A Town Like Alice)
- Flickers
- Ritorno a Brideshead (Brideshead Revisited)
- Robert Oppenheimer (Oppenheimer)

### Miglior speciale drammatico
- Una donna di nome Golda (A Woman Called Golda)
- Bill
- I diari del Terzo Reich (Inside the Third Reich)
- Diritto d'offesa (Skokie)
- The Elephant Man

### Migliore attore in una serie drammatica
- Daniel J. Travanti – Hill Street giorno e notte
- Edward Asner – Lou Grant
- John Forsythe – Dynasty
- James Garner – Bret Maverick
- Tom Selleck – Magnum, P.I.

### Migliore attore in una serie comica o commedia
- Alan Alda – M*A*S*H
- Robert Guillaume – Benson
- Judd Hirsch – Taxi
- Hal Linden – Barney Miller
- Leslie Nielsen – Quelli della pallottola spuntata (Police Squad!)

### Miglior attore protagonista in una miniserie o speciale
- Mickey Rooney – Bill
- Anthony Andrews – Ritorno a Brideshead
- Philip Anglim – The Elephant Man
- Anthony Hopkins – Il gobbo di Notre Dame (The Hunchback of Notre Dame)
- Jeremy Irons – Ritorno a Brideshead

### Migliore attrice in una serie drammatica
- Michael Learned – Mary Benjamin (Nurse)
- Debbie Allen – Saranno famosi
- Veronica Hamel – Hill Street giorno e notte
- Michelle Lee – California (Knots Landing)
- Stefanie Powers – Cuore e batticuore (Hart to Hart)

### Migliore attrice in una serie comica o commedia
- Carol Kane – Taxi
- Nell Carter – La piccola grande Nell (Gimme a Break!)
- Bonnie Franklin – Giorno per giorno (One Day at a Time)
- Swoosie Kurtz – Con affetto, Sidney!
- Charlotte Rae – L'albero delle mele (The Facts of Life)
- Isabel Sanford – I Jefferson (The Jeffersons)

### Miglior attrice protagonista in una miniserie o speciale
- Ingrid Bergman – Una donna di nome Golda
- Glenda Jackson – La storia di Patricia Neal (The Patricia Neal Story)
- Ann Jillian – Mae West - Il fascino del peccato (Mae West)
- Jean Stapleton – Eleanor, First Lady of the World
- Cicely Tyson – La storia di Marva Collins (The Marva Collins Story)

### Migliore attore non protagonista in una serie drammatica
- Michael Conrad – Hill Street giorno e notte
- Taurean Blacque – Hill Street giorno e notte
- Charles Haid – Hill Street giorno e notte
- Michael Warren – Hill Street giorno e notte
- Bruce Weitz – Hill Street giorno e notte

### Migliore attore non protagonista in una serie comica o commedia
- Christopher Lloyd – Taxi
- Danny DeVito – Taxi
- Ron Glass – Barney Miller
- Steve Landesberg – Barney Miller
- Harry Morgan – M*A*S*H
- David Ogden Stiers – M*A*S*H

### Miglior attore non protagonista in una miniserie o speciale
- Laurence Olivier – Ritorno a Brideshead
- Jack Albertson – La scelta (My Body, My Child)
- John Gielgud – Ritorno a Brideshead
- Derek Jacobi – I diari del Terzo Reich
- Leonard Nimoy – Una donna di nome Golda

### Migliore attrice non protagonista in una serie drammatica
- Nancy Marchand – Lou Grant
- Barbara Bosson – Hill Street giorno e notte
- Julie Harris – California
- Linda Kelsey – Lou Grant
- Betty Thomas – Hill Street giorno e notte

### Migliore attrice non protagonista in una serie comica o commedia
- Loretta Swit – M*A*S*H
- Eileen Brennan – Soldato Benjamin (Private Benjamin)
- Marla Gibbs – I Jefferson
- Andrea Martin – SCTV Network
- Anne Meara – Archie Bunker's Place
- Inga Swenson – Benson

### Miglior attrice non protagonista in una miniserie o speciale
- Penny Fuller – The Elephant Man
- Claire Bloom – Ritorno a Brideshead
- Judy Davis – Una donna di nome Golda
- Vicky Lawrence – Eunice
- Rita Moreno – Portrait of a Showgirl

### Migliore regia per una serie drammatica
- Saranno famosi – Harry Harris per l'episodio Spiccare il volo senza paura
- Hill Street giorno e notte – Jeff Bleckner per l'episodio The World According to Freedom
- Hill Street giorno e notte – Robert Butler per l'episodio The Second Oldest Profession
- Lou Grant – Gene Reynolds per l'episodio Hometown
- Saranno famosi – Robert Scheerer per l'episodio Un ponte musicale

### Migliore regia per una serie comica o commedia
- Giorno per giorno – Alan Rafkin per l'episodio Barbara's Crisis
- M*A*S*H – Alan Alda per l'episodio Where There's a Will, There's a War
- M*A*S*H – Hy Averback per l'episodio Sons and Bowlers
- M*A*S*H – Charles S. Dubin per l'episodio Pressure Points
- M*A*S*H – Burt Metcalfe per l'episodio Picture This
- Taxi – James Burrows per l'episodio Jim the Psychic

### Miglior regia per una miniserie o speciale
- I diari del Terzo Reich – Marvin J. Chomsky
- Diritto d'offesa – Herbert Wise
- Mae West - Il fascino del peccato (Mae West) – Lee Philips
- Ritorno a Brideshead – Charles Sturridge e Michael Lindsay-Hogg per la puntata Et in arcadia ego

### Migliore sceneggiatura per una serie drammatica
- Hill Street giorno e notte – Steven Bochco, Anthony Yerkovich, Jeff Lewis, Michael I. Wagner, Michael Kozoll per l'episodio Freedom's Last Stand
- Hill Street giorno e notte – Steven Bochco, Anthony Yerkovich, Robert Crais, Michael Kozoll per l'episodio The Second Oldest Profession
- Hill Street giorno e notte – Steven Bochco, Anthony Yerkovich, Jeff Lewis, Michael I. Wagner per l'episodio Personal Foul
- Hill Street giorno e notte – Michael I. Wagner per l'episodio The World According to Freedom
- Lou Grant – Seth Freeman per l'episodio Blacklist

### Migliore sceneggiatura per una serie comica o commedia
- Taxi – Ken Estin per l'episodio Elegant Iggy
- Barney Miller – Frank Dungan, Jeff Stein, Tony Sheehan per l'episodio pilota Landmark (pt. III)
- M*A*S*H – Alan Alda per l'episodio Follies of the Living - Concerns of the Dead
- Quelli della pallottola spuntata – David Zucker, Jim Abrahams e Jerry Zucker per l'episodio A Substantial Gift (The Broken Promise)
- Taxi – Barry Kemp e Holly Holmberg Brooks per l'episodio Jim the Psychic

### Migliore sceneggiatura per una miniserie o speciale
- Bill – Corey Blechman e Barry Morrow
- Diritto d'offesa – Ernest Kinoy
- Ritorno a Brideshead – John Mortimer per la puntata Et in arcadia ego
- Robert Oppenheimer – Peter Prince per la V parte
- Sidney Shorr: A Girl's Best Friend – Oliver Hailey